# Lycosa lambai
Lycosa lambai este o specie de păianjeni din genul Lycosa, familia Lycosidae, descrisă de Benoy Krishna Tikader și Malhotra, 1980. Conform Catalogue of Life specia Lycosa lambai nu are subspecii cunoscute.